# Hodžići
Hodžići är en ort i Bosnien och Hercegovina.   Den ligger i entiteten Federationen Bosnien och Hercegovina, i den centrala delen av landet, 50 km norr om huvudstaden Sarajevo. Hodžići ligger 779 meter över havet och antalet invånare är 309.
Terrängen runt Hodžići är kuperad.Runt Hodžići är det ganska tätbefolkat, med 93 invånare per kvadratkilometer.. Närmaste större samhälle är Zenica, 15,9 km väster om Hodžići.
Omgivningarna runt Hodžići är en mosaik av jordbruksmark och naturlig växtlighet.